# Księży Las

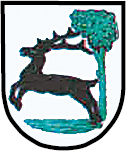
Nieoficjalny herb wsi Księży Las

Księży Las (niem. Xiondslas) – wieś sołecka w Polsce położona w województwie śląskim, w powiecie tarnogórskim, w gminie Zbrosławice.
W latach 1975–1998 miejscowość należała administracyjnie do województwa katowickiego.
Na terenie Księżego Lasu kursują linie organizowane przez Zarząd Transportu Metropolitalnego do: Tarnowskich Gór (153, 191, 739, 791), Pyskowic (153, 739, 791), Zbrosławic (191, 791), Kamieńca (191, 791) .
Wielką sławę tej miejscowości przyniósł kościół katolicki wybudowany w 1498 roku.

## Historia
- XIV w. – papież Bonifacy VIII przekazał miejscowość cystersom z Jemielnicy
- 1447 – istniał tu kościół parafialny
- 1499 – budowa istniejącej do dziś świątyni
- kościół filialny św. Michała z 1499 r., z dobudowaną w 1905 r. murowaną kruchtą
- studnia w centrum wsi
- kapliczka Matki Bożej sprzed 1868 r.

W okresie narodowego socjalizmu w latach 1935–1945 miejscowość nosiła nazwę Herzogshain.